# Communauté de communes Écueillé - Valençay
La communauté de communes Écueillé - Valençay est une communauté de communes française, située dans le département de l'Indre, en région Centre-Val de Loire.

## Historique
- 1er janvier 2014[2] : création de la communauté de communes, à la suite de la mise en place du schéma départemental de coopération intercommunale. La communauté de communes est née de la fusion des communautés de communes du pays d'Écueillé et du pays de Valençay.
- 1er janvier 2019 : Villentrois et Faverolles-en-Berry fusionnent pour former la commune nouvelle de Villentrois-Faverolles-en-Berry[3].

## Territoire communautaire

### Géographie
La communauté de communes se trouve dans le nord du département et dispose d'une superficie de 539,90 km2.
Elle s'étend sur 18, communes du canton de Valençay.

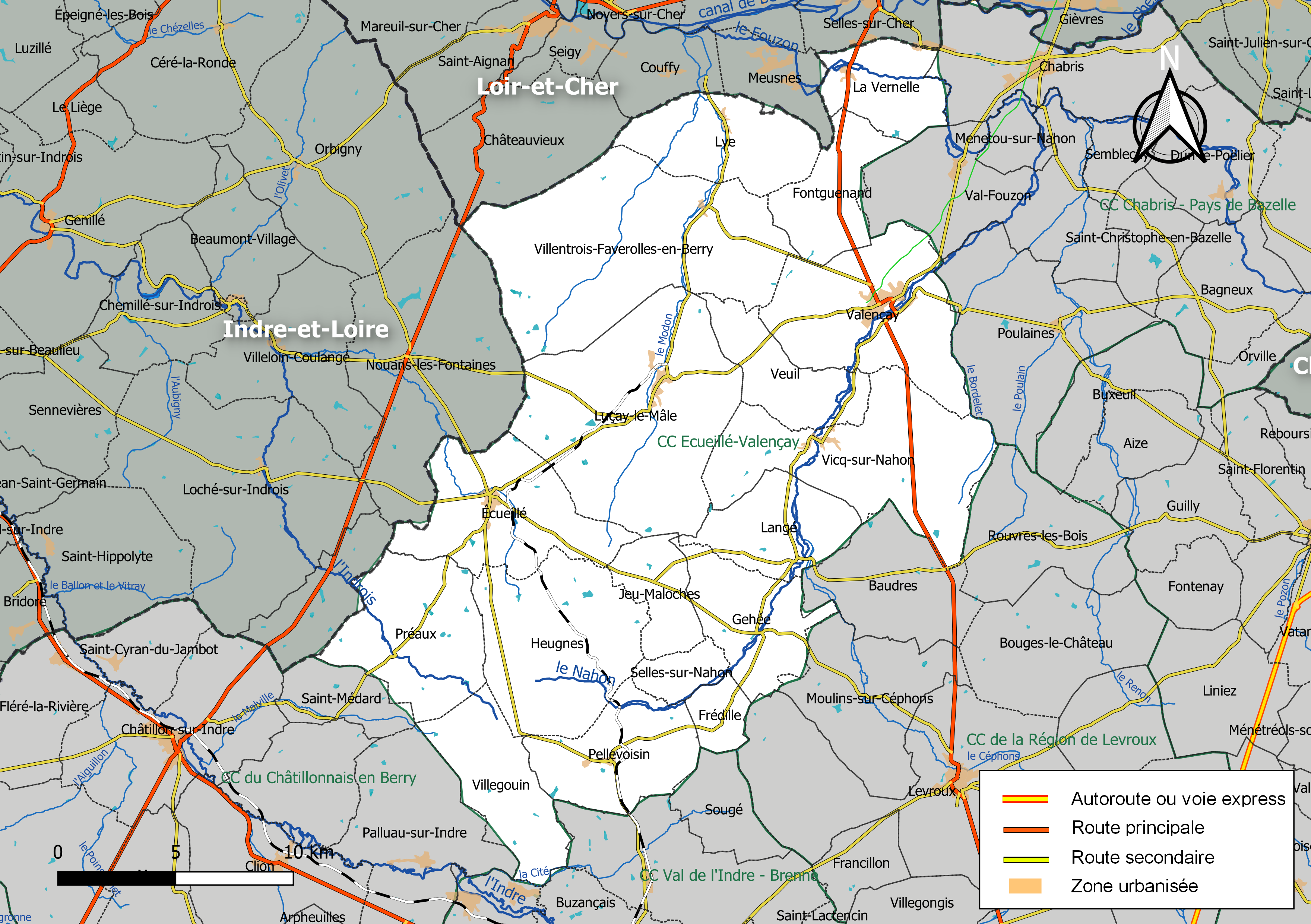
Carte de la communauté de communes Ecueillé-Valençay au 1er janvier 2019.

### Composition
La communauté de communes est composée des 18 communes suivantes :

| Nom                             | Code Insee | Gentilé        | Superficie (km2) | Population (dernière pop. légale) | Densité (hab./km2) |
| ------------------------------- | ---------- | -------------- | ---------------- | --------------------------------- | ------------------ |
| Valençay (siège)                | 36228      | Valencéens     | 41,59            | 2 239 (2022)                      | 54                 |
| Écueillé                        | 36069      | Écueillois     | 34,9             | 1 189 (2022)                      | 34                 |
| Fontguenand                     | 36077      | Fontguenandais | 18,24            | 252 (2022)                        | 14                 |
| Frédille                        | 36080      | Frédillois     | 6,31             | 76 (2022)                         | 12                 |
| Gehée                           | 36082      | Gehéens        | 22,75            | 254 (2022)                        | 11                 |
| Heugnes                         | 36086      | Heugnois       | 42,17            | 385 (2022)                        | 9,1                |
| Jeu-Maloches                    | 36090      | Jeu-Malochois  | 12,73            | 119 (2022)                        | 9,3                |
| Langé                           | 36092      | Langéen        | 20,63            | 260 (2022)                        | 13                 |
| Luçay-le-Mâle                   | 36103      | Lucéens        | 68,08            | 1 315 (2022)                      | 19                 |
| Lye                             | 36107      | Ligiens        | 24,77            | 757 (2022)                        | 31                 |
| Pellevoisin                     | 36155      | Pellevoisinois | 25,62            | 794 (2022)                        | 31                 |
| Préaux                          | 36166      | Préaltiens     | 32,54            | 172 (2022)                        | 5,3                |
| Selles-sur-Nahon                | 36216      |                | 6,77             | 62 (2022)                         | 9,2                |
| La Vernelle                     | 36233      | Vernellois     | 17,08            | 799 (2022)                        | 47                 |
| Veuil                           | 36235      | Veuillois      | 18,84            | 378 (2022)                        | 20                 |
| Vicq-sur-Nahon                  | 36237      | Vicquois       | 49,08            | 681 (2022)                        | 14                 |
| Villegouin                      | 36243      |                | 24,03            | 321 (2022)                        | 13                 |
| Villentrois-Faverolles-en-Berry | 36244      |                | 73,79            | 880 (2022)                        | 12                 |

### Démographie
| 2011   | 2012   | 2017   | - | - |
| ------ | ------ | ------ | - | - |
| 11 944 | 11 936 | 11 169 | - | - |

## Administration

### Siège
Le siège de la communauté de communes est à Valençay, 23 Avenue de la Résistance,.

### Les élus
La communauté de communes est gérée par un conseil communautaire composé de 37 membres représentant chacune des communes membres et élus pour une durée de six ans.
Ils sont répartis comme suit :
| Nombre de délégués | Communes                                                                                                |
| ------------------ | --- |
| 1                  | Fontguenand, Frédille, Gehée, Heugnes, Jeu-Maloches, Langé, Préaux, Selles-sur-Nahon, Veuil, Villegouin |
| 2                  | Lye, Pellevoisin, La Vernelle, Vicq-sur-Nahon                                                           |
| 3                  | Villentrois-Faverolles-en-Berry                                                                         |
| 4                  | Luçay-le-Mâle, Écueillé                                                                                 |
| 8                  | Valençay                                                                                                |

### Présidence
Le conseil communautaire du 15 juillet 2020 a élu sa présidente, Annick Brossier et désigné ses douze vice-présidents qui sont : 
|     | Attributions                                | Identité          | Qualité                             |
| --- | ------------------------------------------- | ----------------- | ----------------------------------- |
| 1er | Aménagement du territoire, NTIC et économie | Gérard Sauget     | Maire de Pellevoisin                |
| 2e  | Déchets                                     | Alain Reuillon    | Maire de Géhée                      |
| 3e  | Voirie et bâtiments                         | Alain Pournin     | Adjoint au maire d'Écueillé         |
| 4e  | Tourisme et communication                   | Gilles Branchoux  | Adjoint au maire de Valençay        |
| 5e  | Énergies renouvelables et agriculture       | William Guimpier  | Maire de Flassans-sur-Issole        |
| 6e  | Environnement et biodiversité               | Bruno Taillandier | Maire de Carnoules                  |
| 7e  | Service à la population                     | Patrick Gargaud   | Conseiller municipal de Puget-Ville |

Ils forment ensemble l'exécutif de l'intercommunalité pour le mandat 2020-2026.
| Période          | Période         | Identité        | Étiquette    | Qualité              |
| ---------------- | --------------- | --------------- | ------------ | -------------------- |
| 1er janvier 2014 | 15 juillet 2020 | Claude Doucet   | UMP puis UDI | Maire de Valençay    |
| 15 juillet 2020  | En cours        | Annick Brossier | DVC          | Maire de La Vernelle |

### Compétences
L'intercommunalité exerce les compétences, qui lui ont été transférées par les communes membres, dans les conditions fixées par le code général des collectivités territoriales, comme :
- la réalisation, le suivi et la révision du schéma de cohérence territoriale et des schémas de secteur ;
- l'élaboration de toute étude de planification d’aménagement portant sur six communes au moins ;
- la création, l'aménagement, l'entretien et la gestion des zones d’aménagement concerté ;
- l'établissement d’infrastructures de communications électroniques et leur exploitation ;
- l'établissement d’un réseau de communications électroniques, son exploitation ainsi que toutes les opérations qui y sont liées ;
- l'aménagement, la gestion et l'entretien des zones d’activités industrielles, artisanales, commerciales, tertiaires ou touristiques ;
- la création, l'aménagement, la gestion et la valorisation des sites d’accueil d’entreprises (ateliers/bâtiments relais, pépinières/hôtels d’entreprises) ;
- toute action en faveur du développement de l’industrie, de l’artisanat et du secteur tertiaire, à l’exclusion des professions libérales et des commerces ;
- toute action en faveur du maintien et du développement de l’activité agricole ;
- les actions en faveur du développement des filières agroalimentaires des produits d’appellation d’origine et de la filière viande à travers l’exploitation de l’abattoir de Valençay ;
- la protection et la mise en valeur de l’environnement, le cas échéant dans le cadre de schémas départementaux, et soutien aux actions de maîtrise de la demande d’énergie ;
- la collecte, le traitement et la valorisation des déchets ménagers et assimilés y compris création, aménagement, extension, gestion et entretien des déchetteries ;
- la création des zones de développement éolien et toute autre action en faveur du développement des énergies renouvelables ;
- la création, l'aménagement et l'entretien de la voirie ;
- l'entretien et gestion du parc locatif.

### Régime fiscal et budget
La communauté de communes est un établissement public de coopération intercommunale (EPCI) à fiscalité propre. Elle est sous le régime de la fiscalité professionnelle unique.
L'établissement perçoit la dotation globale de fonctionnement (DGF). En revanche elle ne perçoit pas la dotation de solidarité communautaire  (DSC), la redevance d'enlèvement des ordures ménagères (REOM) et la taxe d'enlèvement des ordures ménagères (TEOM).
|                        | 2014        | 2015        | 2016        | 2017         | 2018        | 2019        |
| Budgets fonctionnement | 5 709 332 € | 5 785 158 € | 5 775 056 € | 5 733 700 €  | 5 727 093 € | 5 447 496 € |
| Budgets investissement | 2 769 786 € | 3 254 470 € | 3 398 192 € | 4 587 567 €  | 3 485 660 € | 3 490 193 € |
| Budgets total          | 8 479 118 € | 9 039 628 € | 9 173 248 € | 10 321 267 € | 9 212 753 € | 8 937 689 € |

### Identité visuelle
Logos successifs de la communauté de communes.

Le logo depuis 2014.